# Sjostedtiella schoutedeni
Sjostedtiella schoutedeni là một loài tò vò trong họ Ichneumonidae.